# آبشار الابانا
آبشار الابانا (به انگلیسی: Elabana Falls) آبشاری است که در کوئینزلند، استرالیا واقع شده و ارتفاع کلی ریزشگاه آن ۱۷ متر است.